# Мегділі
Мегділі — село в Джабраїльському районі Азербайджану
Село було захоплено вірменськими силами в Карабаській війні. 3 жовтня 2020 року міністерство оборони Азербайджану оголосило, що азербайджанська армія взяла під контроль село.